# Vincent-Froideville
Vincent-Froideville is een gemeente in het Franse departement Jura (regio Bourgogne-Franche-Comté). De plaats maakt deel uit van het arrondissement Lons-le-Saunier. Vincent-Froideville is op 1 januari 2016 ontstaan door de fusie van de gemeenten Vincent en Froideville. 

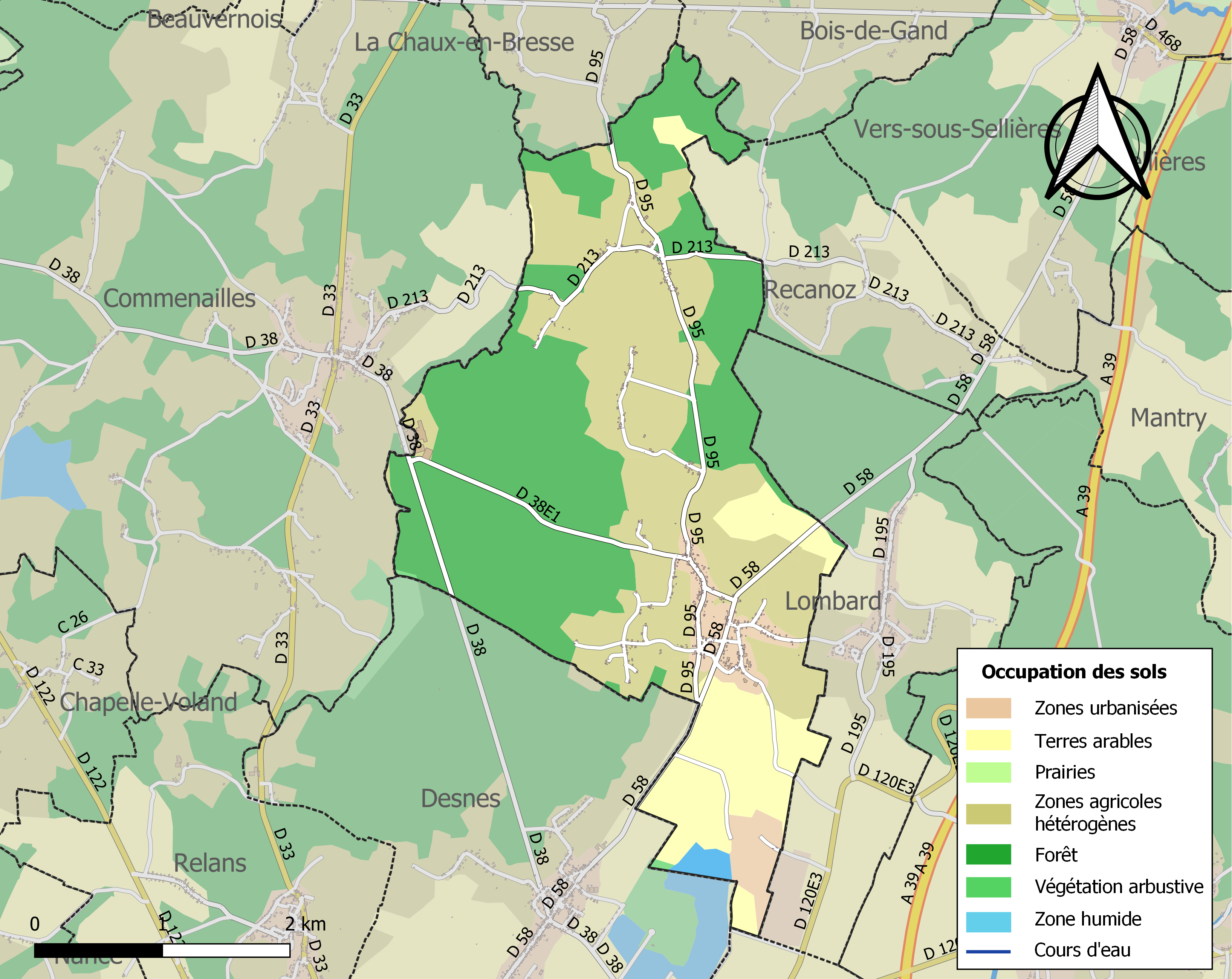
Kaart van de gemeente met de belangrijkste infrastructuur, bodemgebruik en omliggende gemeenten

1. ↑  Populations de référence 2022.